# Dasytrogus nikolajevi
Dasytrogus nikolajevi är en skalbaggsart som beskrevs av Guido Sabatinelli och Katbeh-bader 2009. Dasytrogus nikolajevi ingår i släktet Dasytrogus och familjen Melolonthidae. Inga underarter finns listade i Catalogue of Life.